# Зімін Олег Петрович
Оле́г Петро́вич Зі́мін (нар. 28 вересня 1964, с. Тамбовка, Нижньогірський район, Крим) — український політик. Колишній народний депутат України. Голова ради Національної акумуляторної корпорації «ISTA» (м. Дніпро).

## Освіта
Київський автомобільно-дорожній інститут (1990), інженер з  експлуатації транспорту; Національна академія управління, магістр з фінансового менеджменту.

## Кар'єра
- 1982–1983 — диспетчер Білогірської філії АТО ОПС, м. Нижньогірський.
- 1983–1985 — служба в армії.
- 1985–1992 — студент, голова профкому студентів Київського автомобільно-дорожнього інституту.
- 1992–1993 — заступник директора біржового дому «Україна», м. Київ.
- 1993–2002 — заступник генерального директора ЗАТ «Укрпромінвест», м. Київ.
- Член наглядової ради ПАТ «Міжнародний інвестиційний банк» Петра Порошенка

Був членом Політради партії «Солідарність», членом партії Народний союз «Наша Україна».

## Парламентська діяльність
Народний депутат України 4-го скликання з 14 травня 2002 до 25 травня 2006 від Блоку Віктора Ющенка «Наша Україна», № 34 в списку. На час виборів: заступник генерального директора ЗАТ «Укрпромінвест», безпартійний. Член фракції «Наша Україна» (з травня 2002). Член Комітету з питань економічної політики, управління народним господарством, власності та інвестицій (з червня 2002).
Березень 2006 — кандидат в народні депутати України від Блоку «Наша Україна», № 117 в списку. На час виборів: народний депутат України, член НСНУ.

## Нагороди
Кавалер ордена «За заслуги» III (липень 2001), II (січень 2006), І ступенів (січень 2013).